# Le Pla
Le Pla település Franciaországban, Ariège megyében. Lakosainak száma 61 fő (2022. január 1.). Le Pla Artigues, Le Puch, Quérigut, Rouze, Fontrabiouse és Puyvalador községekkel határos.

## Népesség
A település népességének változása:
| Lakosok száma | 86   | 71   | 75   | 78   | 54   | 56   | 55   | 60   | 62   | 61   |
|               | 1968 | 1982 | 1990 | 2006 | 2013 | 2015 | 2017 | 2019 | 2020 | 2022 |